# Aulo Aternio Varo Fontinale
Aulo Aternio Varo Fontinale (fl. V secolo a.C.) è stato un politico romano del V secolo a.C.

## Consolato
Aulo Aternio Varo fu eletto console nel 454 a.C. insieme al collega Spurio Tarpeio Montano Capitolino.
Durante quell'anno non si registrarono scontri con le bellicose popolazione vicine.
Sul fronte interno i consoli dell'anno precedente, Gaio Veturio Cicurino e Tito Romilio Roco Vaticano, furono condannati a pagare un'ingente pena pecuniaria, perché avevano versato l'intero bottino ricavato nella battaglia contro gli Equi all'erario, senza che i soldati avessero la loro parte.
Nonostante questo fatto, che i patrizi vissero come un oltraggio alla loro classe, a Roma si instaurò un nuovo clima di collaborazione, per il quale i tribuni della plebe decisero di non riproporre la Lex Terentilia, che venne così definitivamente accantonata.
La contesa tra plebei e patrizi si spostò allora sul terreno di chi potesse proporre le leggi, iniziativa fino ad allora esercitata solo dai patrizi. Vista la distanza tra le due posizioni, con i patrizi che volevano negare ai plebei questa prerogativa, si decise di inviare Spurio Postumio Albo, Aulo Manlio e Sulpicio Camerino ad Atene per trascrivere le leggi di Solone, per poter studiare a Roma le leggi e istituzioni greche.

### Fonti primarie
- Tito Livio, Ab Urbe condita libri, Libro III.
- Dionigi di Alicarnasso, Antichità romane, Libro X.